# Bluffton (Carolina del Sur)
Bluffton es un pueblo ubicado en el condado de Beaufort en el estado estadounidense de Carolina del Sur. El pueblo en el año 2000 tiene una población de 37.000 habitantes en una superficie de 94.9 km², con una densidad poblacional de 14.5 personas por km². 

## Geografía
Bluffton se encuentra ubicado en las coordenadas 32°12′45″N 80°53′50″O / 32.21250, -80.89722. Según la Oficina del Censo, el pueblo tiene un área total de 94,9 km² (36,6 mi²), de la cual 88 km² (34,0 mi²) es tierra y 6,9 km² (2,7 mi²) (7.26%) es agua.

## Demografía
En el 2000 la renta per cápita promedia del hogar era de $44.281, y el ingreso promedio para una familia era de $48.611. El ingreso per cápita para la localidad era de $17.327. En 2000 los hombres tenían un ingreso per cápita de $35.139 contra $24,444 para las mujeres. Alrededor del 12.60% de la población estaba bajo el umbral de pobreza nacional. 